# Karl Schröder (Zauberkünstler)
Karl Schröder (* 8. Dezember 1876 in Hamburg; † 25. Juli 1960 ebenda) war ein deutscher Bankbeamter und Amateur-Zauberkünstler.

## Leben
Karl Schröder war seit frühester Kindheit an der Zauberkunst interessiert und wurde darin von seinem Vater unterstützt. Er absolvierte eine Banklehre und wurde in späteren Jahren Leiter einer Bank in Hamburg.
Nach einem achtjährigen Aufenthalt in Singapur gründete Schröder am 8. Mai 1912 einen Zauberverein, dem er den Namen Magischer Zirkel von Deutschland gab. Im Juli 1918 begann Schröder, ein monatlich erscheinendes Mitteilungsblatt unter dem Namen MAGIE herauszugeben, das bis heute (2015) als Vereinszeitschrift elfmal im Jahr erscheint.
Schröder blieb zunächst bis 1923 Präsident des Vereins, dessen Sitz dann von 1924 bis 1929 nach Leipzig verlegt wurde. In dieser Zeit leitete der Verlagskaufmann Ferdinand Uter den Verein. Danach war bis 1935 erneut Karl Schröder der Präsident, der den Sitz des Vereins wieder nach Hamburg holte. Sein Nachfolger wurde der Zauberkünstler Kalanag (Helmut Schreiber).
Nach dem Zweiten Weltkrieg, als die Vereinsmitglieder in alle Winde zerstreut waren, baute Schröder in den Jahren 1946/47 die Vereinsstrukturen wieder auf.